# Chasing the Grail
Chasing the Grail è il quarto album in studio del gruppo musicale heavy metal statunitense Fozzy, pubblicato nel 2010.

## Tracce
1. Under Blackened Skies – 5:32
2. Martyr No More – 4:37
3. Grail – 5:09
4. Broken Soul – 4:09
5. Let the Madness Begin – 3:47
6. Pray for Blood – 5:11
7. New Day's Dawn – 4:34
8. God Pounds His Nails – 4:20
9. Watch Me Shine – 3:38
10. Paraskavedekatriaphobia (Friday the 13th) – 5:26
11. Revival – 4:47
12. Wormwood – 13:52

## Formazione
- Chris Jericho – voce, pianoforte, tastiere
- Rich Ward – chitarra, cori
- Frank Fontsere – batteria
- Sean Delson – basso